# Coppa America 2007 (hockey su pista)
La Copa America 2007 è stata la 19ª edizione, la 1ª con tale denominazione, del torneo di hockey su pista per squadre nazionali maschili sudamericane. Il torneo si è svolto in Brasile a Recife dal 29 ottobre al 3 novembre 2007.
A vincere il torneo fu l'Argentina per la dodicesima volta nella sua storia sconfiggendo in finale la Catalogna.

## Formula
La Copa America 2007 fu disputata da sette selezioni nazionali; per la prima volta vi parteciparono anche squadre non sudamericane. Furono infatti invitate al torneo la selezione della Catalogna e le squadre nazionali degli Stati Uniti e del Sudafrica.
La formula della competizione fu divisa in due fasi. Nella prima fase le compagini partecipanti disputarono un girone all'italiana con gare di sola andata. Vennero attribuiti tre punti per l'incontro vinto, uno per l'incontro pareggiato e zero in caso di sconfitta. Dopo la prima fase le prime quattro squadre classificate disputarono le semifinali e la finale; la squadra vincitrice della finale venne proclamata campione.

## Squadre partecipanti
| Pr. | Squadra     | Partecipazioni precedenti al torneo                                                                        |
| --- | ----------- | --- |
| 1   | Argentina   | 1956, 1959, 1963, 1966, 1967, 1969, 1971, 1973, 1975, 1977, 1979, 1981, 1984, 1985, 1987, 1990, 2004       |
| 2   | Brasile     | 1954, 1956, 1959, 1966, 1967, 1969, 1971, 1973, 1975, 1977, 1979, 1981, 1984, 1985, 1987, 1990, 2004       |
| 3   | Catalogna   | Esordiente                                                                                                 |
| 4   | Cile        | 1954, 1956, 1959, 1963, 1966, 1967, 1969, 1971, 1973, 1975, 1977, 1979, 1981, 1984, 1985, 1987, 1990, 2004 |
| 5   | Colombia    | 1963, 1967, 1969                                                                                           |
| 6   | Stati Uniti | Esordiente                                                                                                 |
| 7   | Sudafrica   | Esordiente                                                                                                 |

Nota bene: nella sezione "partecipazioni precedenti al torneo" le date in grassetto indicano la squadra che ha vinto quell'edizione del torneo

## Svolgimento del torneo

### Prima fase

#### Classifica finale
| Pos. | Squadra     | Pt | G | V | N | P | GF | GS | DR  |
| ---- | ----------- | -- | - | - | - | - | -- | -- | --- |
| 1.   | Catalogna   | 18 | 6 | 6 | 0 | 0 | 48 | 5  | +43 |
| 2.   | Brasile     | 13 | 6 | 4 | 1 | 1 | 31 | 15 | +16 |
| 3.   | Argentina   | 11 | 6 | 3 | 2 | 1 | 47 | 18 | +29 |
| 4.   | Cile        | 10 | 6 | 3 | 1 | 2 | 34 | 14 | +20 |
| 5.   | Sudafrica   | 4  | 6 | 1 | 1 | 4 | 18 | 39 | -21 |
| 6.   | Colombia    | 4  | 6 | 1 | 1 | 4 | 15 | 39 | -24 |
| 7.   | Stati Uniti | 0  | 6 | 0 | 0 | 6 | 8  | 71 | -63 |

#### Risultati
| Recife 29 ottobre 2007, ore 17:30 UTC-3 1ª giornata | Cile | 8 – 1 | Sudafrica |  |

| Recife 29 ottobre 2007, ore 19:30 UTC-3 1ª giornata | Argentina | 3 – 6 | Catalogna |  |

| Recife 29 ottobre 2007, ore 20:45 UTC-3 1ª giornata | Brasile | 9 – 3 | Stati Uniti |  |

| Recife 30 ottobre 2007, ore 8:30 UTC-3 2ª giornata | Catalogna | 10 – 1 | Sudafrica |  |

| Recife 30 ottobre 2007, ore 10:00 UTC-3 2ª giornata | Argentina | 1 – 1 | Cile |  |

| Recife 30 ottobre 2007, ore 12:00 UTC-3 2ª giornata | Brasile | 8 – 2 | Colombia |  |

| Recife 30 ottobre 2007, ore 17:30 UTC-3 3ª giornata | Argentina | 22 – 1 | Stati Uniti |  |

| Recife 30 ottobre 2007, ore 19:30 UTC-3 3ª giornata | Catalogna | 11 – 0 | Colombia |  |

| Recife 30 ottobre 2007, ore 20:45 UTC-3 3ª giornata | Brasile | 3 – 1 | Cile |  |

| Recife 31 ottobre 2007, ore 8:30 UTC-3 4ª giornata | Argentina | 9 – 3 | Colombia |  |

| Recife 31 ottobre 2007, ore 10:00 UTC-3 4ª giornata | Brasile | 7 – 2 | Sudafrica |  |

| Recife 31 ottobre 2007, ore 12:00 UTC-3 4ª giornata | Catalogna | 13 – 0 | Stati Uniti |  |

| Recife 31 ottobre 2007, ore 17:30 UTC-3 5ª giornata | Cile | 8 – 3 | Colombia |  |

| Recife 31 ottobre 2007, ore 19:30 UTC-3 5ª giornata | Stati Uniti | 3 – 8 | Sudafrica |  |

| Recife 31 ottobre 2007, ore 20:45 UTC-3 5ª giornata | Argentina | 4 – 4 | Brasile |  |

| Recife 1º novembre 2007, ore 8:30 UTC-3 6ª giornata | Colombia | 4 – 0 | Stati Uniti |  |

| Recife 1º novembre 2007, ore 10:00 UTC-3 6ª giornata | Argentina | 8 – 3 | Sudafrica |  |

| Recife 1º novembre 2007, ore 12:00 UTC-3 6ª giornata | Catalogna | 5 – 1 | Cile |  |

| Recife 1º novembre 2007, ore 17:30 UTC-3 7ª giornata | Colombia | 3 – 3 | Sudafrica |  |

| Recife 1º novembre 2007, ore 19:30 UTC-3 7ª giornata | Cile | 15 – 1 | Stati Uniti |  |

| Recife 1º novembre 2007, ore 20:45 UTC-3 7ª giornata | Brasile | 0 – 3 | Catalogna |  |

### Fase finale 1º/4º posto
|  | Semifinali | Semifinali | Semifinali |           |           | Finale          | Finale          | Finale          |  |
|  |            |            |            |           |           |                 |                 |                 |  |
|  | Catalogna  | Catalogna  | 2          |           |           |                 |                 |                 |  |
|  | Catalogna  | Catalogna  | 2          |           |           |                 |                 |                 |  |
|  | Cile       | Cile       | 1          |           |           |                 |                 |                 |  |
|  | Cile       | Cile       | 1          |           | Catalogna | Catalogna       | 2               |                 |  |
|  |            |            |            |           | Catalogna | Catalogna       | 2               |                 |  |
|  |            |            | Argentina  | Argentina | 4         |                 |                 |                 |  |
|  | Brasile    | Brasile    | Argentina  | Argentina | 4         | 5               |                 |                 |  |
|  | Brasile    | Brasile    |            |           |           | 5               |                 |                 |  |
|  | Argentina  | Argentina  | 6          |           |           | Finale 3º posto | Finale 3º posto | Finale 3º posto |  |
|  | Argentina  | Argentina  | 6          |           |           |                 |                 |                 |  |
|  |            |            |            |           |           |                 |                 |                 |  |
|  |            |            |            |           |           | Cile            | Cile            | 1               |  |
|  |            |            |            |           |           | Cile            | Cile            | 1               |  |
|  |            |            |            |           |           | Brasile         | Brasile         | 8               |  |

### Fase finale 5º/7º posto
|  | Colombia | 9 – 4 | Stati Uniti |  |

|  | Sudafrica | 8 – 5 | Stati Uniti |  |

|  | Sudafrica | 5 – 5 | Colombia |  |